# Fernando Vandelli
Fernando Vandelli (Modena, 5 aprile 1907 – Modena, 13 luglio 1977) è stato un martellista italiano.

## Biografia
Vandelli, cresciuto con l'Associazione Sportiva La Fratellanza 1874, fu per quattro volte campione italiano assoluto del lancio del martello tra il 1931 e il 1934. Nel 1932 prese parte ai Giochi olimpici di Los Angeles classificandosi nono nella medesima specialità. Nel 1934 fu medaglia d'argento ai campionati europei di atletica leggera.

## Palmarès
| Anno | Manifestazione  | Sede        | Evento              | Risultato | Prestazione | Note |
| ---- | --------------- | ----------- | ------------------- | --------- | ----------- | ---- |
| 1932 | Giochi olimpici | Los Angeles | Lancio del martello | 9º        | 45,16 m     |      |
| 1934 | Europei         | Torino      | Lancio del martello | Argento   | 48,69 m     |      |

## Campionati nazionali
- 4 volte campione italiano assoluto del lancio del martello (dal 1931 al 1934)

1928
- Bronzo ai campionati italiani assoluti, lancio del martello - 39,01 m

1931
- Oro ai campionati italiani assoluti, lancio del martello - 17 p.[1]

1932
- Oro ai campionati italiani assoluti, lancio del martello - 49,285 m

1933
- Oro ai campionati italiani assoluti, lancio del martello - 48,315 m

1934
- Oro ai campionati italiani assoluti, lancio del martello - 46,53 m

1936
- Argento ai campionati italiani assoluti, lancio del martello - 46,53 m

1937
- Argento ai campionati italiani assoluti, lancio del martello - 44,51 m